# Anthicus angulapex
Anthicus angulapex is een keversoort uit de familie snoerhalskevers (Anthicidae). De wetenschappelijke naam van de soort is voor het eerst geldig gepubliceerd in 1935 door Koch.